# Johann Dietrich von Gemmingen (1744–1805)
Johann Dietrich von Gemmingen (* 20. Mai 1744 auf Burg Guttenberg; † 11. Januar 1805 in Stuttgart) war herzoglich-württembergischer Oberst und Kammerherr.

## Leben
Er war der Sohn des Burkhard Dietrich von Gemmingen (1703–1749) und der Charlotte Katharina geb. Senft von Sulburg (1704–1749) aus der Linie Guttenberg-Fürfeld der Freiherren von Gemmingen. Er wurde in eine für den Fürfelder Zweig der Freiherren von Gemmingen schwierige Zeit hineingeboren. Unter seinem gleichnamigen Großvater Johann Dietrich von Gemmingen (1676–1757) hatte eine hohe Verschuldung der Familie begonnen. Johann Dietrichs Vater und Onkel waren noch vor dem Großvater gestorben, so dass nach dem Tode des Großvaters 1757 die Vormünder der Enkel die Verwaltung der Güter übernahmen. Man mühte sich durch umfangreiche Güterverkäufe, die Schulden des Hauses zu tilgen, doch letztlich musste doch noch der Ritterkanton Kraichgau mit 36.000 Gulden einspringen und hat dafür Fürfeld jahrelang unter Zwangsverwaltung gestellt. Erst nach Aufhebung der Zwangsverwaltung und dem Tod seines Bruders Johann Philipp Dietrich (1729–1785) übernahm er im Jahr 1786 die Führung des Hauses Gemmingen-Fürfeld. 
Als junger Mann trat er unterdessen in württembergische Militärdienste, war 1760 Fähnrich im Dragonerregiment von Röder und 1765 Leutnant mit Hauptmanns-Patent. 1769 war er Stabsrittmeister, 1775 Rittmeister bei der Garde zu Pferd und Brigadier bei der Garde Noble, zu der er 1776 vollends überwechselte. 1788 kam er als Rittmeister a la suite zum Generalstab. 1790 wurde er beim herzoglichen Generalstab zum wirkl. Oberwachtmeister im Corps Landmiliz befördert und zum Chef des freiwilligen Bürgerkorps in Stuttgart ernannt. 1796 trat er in den Ruhestand. Er wurde mit dem Militärverdienstorden ausgezeichnet.

## Familie
Er war ab 1767 verheiratet mit Friederike von Bönninghausen (1744–1806) und wurde zum Stammvater des Stuttgarter Unterzweigs des Gemminger Adelsgeschlechts. 
Nachkommen:
- Luise (1769–1798) ⚭ Ernst von Görlitz
- Charlotte Franziska (1770–1814) ⚭ August Wilhelm von Gemmingen-Gemmingen
- Karl Ludwig Dietrich (1772–1825) ⚭ Henriette von Berlichingen (1780–1862)
- Jeanette Albertine Auguste (1774–1803)
- Karl Ludwig Franz Dietrich (1776–1854) ⚭ Caroline Franziska von Stetten-Buchenbach (1791–1856)